# Danh sách cầu thủ tham dự Giải vô địch bóng đá U-19 châu Á 2016
Tên cầu thủ được in đậm thi đấu trong đội tuyển quốc gia.

## Bảng A

### Bahrain
Huấn luyện viên:Abdulaziz Abdo Omar

### Thái Lan
Huấn luyện viên: Anurak Srikerd

| Số | VT | Cầu thủ                           | Ngày sinh (tuổi)            | Trận | Bàn | Câu lạc bộ               |
| -- | -- | --------------------------------- | --------------------------- | ---- | --- | ------------------------ |
| 1  | TM | Korraphat Narichan                | 7 tháng 10, 1997 (19 tuổi)  |      |     | Bangkok Glass            |
| 2  | HV | Meechok Marhasaranukun            | 12 tháng 12, 1997 (18 tuổi) |      |     | Port                     |
| 3  | HV | Apisit Sorada                     | 28 tháng 2, 1997 (19 tuổi)  |      |     | Air Force Central        |
| 4  | HV | Torsak Sa-ardeiem                 | 30 tháng 6, 1997 (19 tuổi)  |      |     | Bangkok Glass            |
| 5  | HV | Kritsada Kaman                    | 18 tháng 3, 1999 (17 tuổi)  |      |     | Phan Thong               |
| 6  | TV | Saharat Sontisawat                | 13 tháng 1, 1998 (18 tuổi)  |      |     | Chonburi                 |
| 7  | TV | Wisarut Imura                     | 18 tháng 10, 1997 (19 tuổi) |      |     | Bangkok United           |
| 8  | TV | Suksan Mungpao                    | 5 tháng 3, 1997 (19 tuổi)   |      |     | Phrae United             |
| 9  | TĐ | Warut Boonsuk                     | 23 tháng 8, 1997 (19 tuổi)  |      |     | Bangkok Glass            |
| 10 | TV | Sansern Limwattana                | 31 tháng 7, 1997 (19 tuổi)  |      |     | Bangkok United           |
| 11 | TV | Supachok Sarachat                 | 22 tháng 5, 1998 (18 tuổi)  |      |     | Buriram United           |
| 12 | TV | Kanarin Thawornsak                | 27 tháng 5, 1997 (19 tuổi)  |      |     | Ratchaburi Mitr Phol     |
| 13 | TV | Anon Amornlerdsak                 | 6 tháng 11, 1997 (18 tuổi)  |      |     | Buriram United           |
| 14 | TV | Sorawit Panthong                  | 20 tháng 2, 1997 (19 tuổi)  |      |     | Muangthong United        |
| 15 | TĐ | Sittichok Paso                    | 28 tháng 1, 1999 (17 tuổi)  |      |     | Chonburi                 |
| 16 | HV | Saringkan Promsupa                | 29 tháng 3, 1997 (19 tuổi)  |      |     | Rayong                   |
| 17 | TV | Jakkit Wechpirom                  | 26 tháng 1, 1997 (19 tuổi)  |      |     | Chainat Hornbill         |
| 18 | TM | Chakhon Philakhlang               | 8 tháng 3, 1998 (18 tuổi)   |      |     | Chonburi                 |
| 19 | TĐ | Sirimongkhon Jitbanjong           | 8 tháng 8, 1997 (19 tuổi)   |      |     | Simork                   |
| 20 | HV | Tirapon Thanachartkul             | 23 tháng 8, 1998 (18 tuổi)  |      |     | Assumption United        |
| 21 | TĐ | Supachai Jaided                   | 1 tháng 12, 1998 (17 tuổi)  |      |     | Super Power Samut Prakan |
| 22 | TV | Worachit Kanitsribampen (Captain) | 24 tháng 8, 1997 (19 tuổi)  |      |     | Chonburi                 |
| 23 | TM | Taro Prasarnkarn                  | 27 tháng 11, 1997 (18 tuổi) |      |     | Phrae United             |

### Hàn Quốc
Huấn luyện viên:An Ik-soo
| 1  | TM | Song Bum-keun  | 15 tháng 10, 1997 |  | Korea University     |  |  |  |
| 21 | TM | Lee Joon       | 14 tháng 7, 1997  |  | Yonsei University    |  |  |  |
| 23 | TM | Moon Jung-in   | 16 tháng 3, 1998  |  | Ulsan Hyundai U-18   |  |  |  |
|    |    |                |                   |  |                      |  |  |  |
| 2  | HV | Lee Jae-ik     | 21 tháng 5, 1999  |  | Boin High School     |  |  |  |
| 3  | HV | Jeong Tae-wook | 16 tháng 5, 1997  |  | Ajou University      |  |  |  |
| 4  | HV | Lee You-hyeon  | 8 tháng 2, 1997   |  | Dankook University   |  |  |  |
| 6  | HV | Lee Sang-min   | 1 tháng 1, 1998   |  | Soongsil University  |  |  |  |
| 12 | HV | Choe Ik-jin    | 3 tháng 5, 1997   |  | Ajou University      |  |  |  |
| 15 | HV | Lee Seung-mo   | 30 tháng 3, 1998  |  | Pohang Steelers U-18 |  |  |  |
| 20 | HV | Woo Chan-yang  | 27 tháng 4, 1997  |  | Pohang Steelers      |  |  |  |
| 22 | HV | Kang Yoon-sung | 1 tháng 7, 1997   |  | Daejeon Citizen FC   |  |  |  |
|    |    |                |                   |  |                      |  |  |  |
| 5  | TV | Park Han-bin   | 21 tháng 9, 1997  |  | Daegu FC             |  |  |  |
| 7  | TV | Lee Dong-jun   | 1 tháng 2, 1997   |  | Soongsil University  |  |  |  |
| 8  | TV | Han Chan-hee   | 17 tháng 3, 1997  |  | Jeonnam Dragons      |  |  |  |
| 11 | TV | Kim Geon-ung   | 29 tháng 8, 1997  |  | Ulsan Hyundai        |  |  |  |
| 16 | TV | Lim Min-hyeok  | 5 tháng 3, 1997   |  | FC Seoul             |  |  |  |
| 17 | TV | Kim Si-woo     | 26 tháng 6, 1997  |  | Gwangju FC           |  |  |  |
| 18 | TV | Kim Jeong-hawn | 4 tháng 1, 1997   |  | FC Seoul             |  |  |  |
| 19 | TV | Eom Won-sang   | 6 tháng 1, 1999   |  | Kumho High School    |  |  |  |
|    |    |                |                   |  |                      |  |  |  |
| 9  | TĐ | Lee Gi-woon    | 15 tháng 2, 1997  |  | Dankook University   |  |  |  |
| 10 | TĐ | Cho Young-wook | 5 tháng 2, 1999   |  | Eonnam High School   |  |  |  |
| 13 | TĐ | Kang Ji-hoon   | 6 tháng 1, 1997   |  | Yongin University    |  |  |  |
| 14 | TĐ | Paik Seung-ho  | 17 tháng 3, 1997  |  | FC Barcelona B       |  |  |  |

### Ả Rập Xê Út
Huấn luyện viên: Saad Al Shehri
| 0#0 | Vị trí | Cầu thủ                | Ngày sinh và tuổi          | Câu lạc bộ |
| --- | ------ | ---------------------- | -------------------------- | ---------- |
| 1   | TM     | Amin Al-Bukhari        | 2 tháng 5, 1997 (19 tuổi)  | Al-Ittihad |
| 2   | HV     | Abdullah Tarmin        |                            | Al-Ahli    |
| 3   | TV     | Nasser Al-Otaibi       |                            | Al-Ahli    |
| 4   | HV     | Awn Al-Saluli          | 2 tháng 9, 1998 (18 tuổi)  | Al-Ittihad |
| 5   | HV     | Abdulelah Al-Amri      |                            | Al-Nassr   |
| 6   | TV     | Sami Al-Najei          | 7 tháng 2, 1997 (19 tuổi)  | Al-Nassr   |
| 7   | TĐ     | Rakan Al-Anaze         |                            | Al-Nassr   |
| 8   | HV     | Anas Zabbani           |                            | Al-Hilal   |
| 9   | TV     | Ammar Al-Najjar        | 24 tháng 2, 1997 (19 tuổi) | Al-Ittihad |
| 10  | TV     | Ayman Al-Khulaif       |                            | Al-Ahli    |
| 11  | TĐ     | Abdulrahman Al-Yami    |                            | Al-Hilal   |
| 12  | HV     | Mohammed Al-Zubaidi    |                            | Al-Ettifaq |
| 13  | HV     | Khalid Dubaysh         |                            | Al-Nassr   |
| 14  | TĐ     | Ali Al-Asmari          |                            | Al-Ahli    |
| 15  | TV     | Naif Kariri            |                            | Al-Hilal   |
| 16  | TV     | Abdulrahman Al-Dossari | 25 tháng 9, 1997 (19 tuổi) | Al-Nassr   |
| 17  | TV     | Abdulrahman Ghareeb    |                            | Al-Ahli    |
| 18  | TV     | Nasser Al-Dawsari      |                            | Al-Hilal   |
| 19  | HV     | Fahad Al-Harbi         | 25 tháng 2, 1997 (19 tuổi) | Al-Ahli    |
| 20  | TĐ     | Mansour Al-Muwallad    |                            | Al-Ahli    |
| 21  | TM     | Mohammed Al-Yami       |                            | Al-Ahli    |
| 22  | TM     | Zaid Al-Bawardi        | 26 tháng 1, 1997 (19 tuổi) | Al-Nassr   |
| 23  | TV     | Abdullah Magrashi      |                            | Al-Ahli    |

## Bảng B

### Cộng hòa Dân chủ Nhân dân Triều Tiên
Huấn luyện viên:Ri song ho

### Các Tiểu vương quốc Ả Rập Thống nhất
Huấn luyện viên:Jakub Dovalil

### Iraq
Huấn luyện viên: Abbas Attiya
| 0#0 | Vị trí | Cầu thủ                     | Ngày sinh và tuổi           | Câu lạc bộ        |
| --- | ------ | --------------------------- | --------------------------- | ----------------- |
| 1   | TM     | Mohammed Abbas Ali          |                             | Al-Shorta         |
| 2   | HV     | Kareem Deli Najim           |                             | Iraq              |
| 3   | HV     | Mustafa Mohammed Al-Ezairej |                             | Iraq              |
| 4   | HV     | Yassir Ammar Sami           | 31 tháng 1, 1997 (19 tuổi)  | Al-Minaa          |
| 5   | HV     | Ahmed Abdul-Ridha           | 2 tháng 4, 1997 (19 tuổi)   | Al-Quwa Al-Jawiya |
| 6   | HV     | Karrar Falih                |                             | Iraq              |
| 7   | TV     | Ameer Sabah Khudhair        | 3 tháng 6, 1998 (18 tuổi)   | Naft Al-Wasat     |
| 8   | TV     | Ahmed Jalal                 | 17 tháng 3, 1998 (18 tuổi)  | Naft Al-Janoob    |
| 9   | TĐ     | Sajad Hussein               | 9 tháng 9, 1998 (18 tuổi)   | Amanat Baghdad    |
| 10  | TĐ     | Alaa Abbas Abdulnabi        |                             | Naft Al-Wasat     |
| 11  | TĐ     | Mustafa Ali Neamah          |                             | Iraq              |
| 12  | TM     | Hasanain Mohammed           |                             | Iraq              |
| 13  | TV     | Jasim Mohammed Oglah        |                             | Iraq              |
| 14  | TĐ     | Mazin Fayyadh               | 2 tháng 4, 1997 (19 tuổi)   | Al-Naft           |
| 15  | HV     | Ayad Kareem                 |                             | Iraq              |
| 16  | TV     | Safaa Hadi                  | 14 tháng 10, 1998 (17 tuổi) | Al-Minaa          |
| 17  | TV     | Amjad Attwan                | 12 tháng 3, 1997 (19 tuổi)  | Naft Al-Wasat     |
| 18  | HV     | Ali Hussein Habeeb          |                             | Iraq              |
| 19  | HV     | Saif Hatem Abbood           |                             | Iraq              |
| 20  | HV     | Waleed Kareem Ali           | 6 tháng 10, 1997 (19 tuổi)  | Al-Naft           |
| 21  | TV     | Murtagi Ahmed Atiyah        |                             | Iraq              |
| 22  | TM     | Ali Kadhim Hadi             |                             | Iraq              |
| 23  | HV     | Mohammed Kareem             |                             | Iraq              |

### Việt Nam
Huấn luyện viên: Hoàng Anh Tuấn

| Số | VT | Cầu thủ             | Ngày sinh (tuổi)  | Trận | Bàn | Câu lạc bộ                            |
| -- | -- | ------------------- | ----------------- | ---- | --- | ------------------------------------- |
| 1  | TM | Bùi Tiến Dũng       | 28 tháng 2, 1997  |      |     | Câu lạc bộ bóng đá FLC Thanh Hóa      |
| 20 | TM | Nguyễn Bá Minh Hiếu | 23 tháng 5, 1997  |      |     | Câu lạc bộ bóng đá Hà Nội             |
| 21 | TM | Đỗ Sỹ Huy           | 16 tháng 4, 1998  |      |     | Câu lạc bộ bóng đá Công An Nhân Dân   |
|    |    |                     |                   |      |     |                                       |
| 2  | HV | Mạc Đức Việt Anh    | 16 tháng 1, 1997  |      |     | PVF                                   |
| 3  | HV | Huỳnh Tấn Sinh      | 6 tháng 4, 1998   |      |     | Câu lạc bộ bóng đá QNK Quảng Nam      |
| 4  | HV | Nguyễn Hữu Lâm      | 1998              |      |     | Câu lạc bộ bóng đá FLC Thanh Hóa      |
| 7  | HV | Nguyễn Trọng Đại    | 7 tháng 4, 1997   |      |     | Câu lạc bộ bóng đá Viettel            |
| 22 | HV | Hồ Tấn Tài          | 6 tháng 11, 1997  |      |     | Câu lạc bộ bóng đá Bình Định          |
| 5  | HV | Đoàn Văn Hậu        | 19 tháng 4, 1999  |      |     | Câu lạc bộ bóng đá Hà Nội             |
|    |    |                     |                   |      |     |                                       |
| 19 | TV | Trương Tiến Anh     | 25 tháng 4, 1999  |      |     | Câu lạc bộ bóng đá Viettel            |
| 6  | TV | Bùi Tiến Dụng       | 23 tháng 11, 1998 |      |     | PVF                                   |
| 16 | TV | Phan Thanh Hậu      | 12 tháng 1, 1997  |      |     | Câu lạc bộ bóng đá Hoàng Anh Gia Lai  |
| 14 | TV | Trương Văn Thái Quý | 22 tháng 8, 1997  |      |     | PVF                                   |
| 12 | TV | Lương Hoàng Nam     | 2 tháng 3, 1997   |      |     | Câu lạc bộ bóng đá Hoàng Anh Gia Lai  |
| 11 | TV | Hồ Minh Dĩ          | 17 tháng 2, 1998  |      |     | PVF                                   |
| 8  | TV | Tống Anh Tỷ         | 24 tháng 1, 1997  |      |     | Câu lạc bộ bóng đá Becamex Bình Dương |
| 10 | TV | Triệu Việt Hưng     | 19 tháng 1, 1997  |      |     | Câu lạc bộ bóng đá Hoàng Anh Gia Lai  |
| 23 | TV | Nguyễn Quang Hải    | 12 tháng 4, 1997  |      |     | Câu lạc bộ bóng đá Hà Nội             |
|    |    |                     |                   |      |     |                                       |
| 9  | TĐ | Hà Đức Chinh        | 22 tháng 9, 1997  |      |     | PVF                                   |
| 17 | TĐ | Trần Thành          | 1997              |      |     | Câu lạc bộ bóng đá Huế                |
| 18 | TĐ | Dương Văn Hào       | 15 tháng 2, 1997  |      |     | Câu lạc bộ bóng đá Viettel            |
| 15 | TĐ | Nguyễn Tiến Linh    | 20 tháng 10, 1997 |      |     | Câu lạc bộ bóng đá Becamex Bình Dương |

## Bảng C

### Qatar
Huấn luyện viên:Oscar Moreno

### Nhật Bản
Huấn luyện viên:Atsushi Uchiyama
| 0#0 | Vị trí | Cầu thủ           | Ngày sinh và tuổi           | Câu lạc bộ                |
| --- | ------ | ----------------- | --------------------------- | ------------------------- |
| 1   | TM     | Ryosuke Kojima    | 30 tháng 1, 1997 (19 tuổi)  | Waseda University         |
| 2   | HV     | So Fujitani       | 28 tháng 10, 1997 (18 tuổi) | Vissel Kobe               |
| 3   | HV     | Yuta Nakayama     | 30 tháng 1, 1997 (19 tuổi)  | Kashiwa Reysol            |
| 4   | HV     | Koki Machida      | 25 tháng 8, 1997 (19 tuổi)  | Kashima Antlers           |
| 5   | HV     | Takehiro Tomiyasu | 5 tháng 11, 1997 (18 tuổi)  | Avispa Fukuoka            |
| 6   | HV     | Ryo Hatsuse       | 10 tháng 7, 1997 (19 tuổi)  | Gamba Osaka               |
| 7   | TV     | Yuta Kamiya       | 24 tháng 4, 1997 (19 tuổi)  | Shonan Bellmare           |
| 8   | TV     | Koji Miyoshi      | 26 tháng 3, 1997 (19 tuổi)  | Kawasaki Frontale         |
| 9   | TĐ     | Koki Ogawa        | 30 tháng 1, 1997 (19 tuổi)  | Jubilo Iwata              |
| 10  | TV     | Daisuke Sakai     | 18 tháng 1, 1997 (19 tuổi)  | Oita Trinita              |
| 11  | TV     | Yoichi Naganuma   | 14 tháng 4, 1997 (19 tuổi)  | Sanfrecce Hiroshima       |
| 12  | TM     | Riku Hirosue      | 6 tháng 7, 1998 (18 tuổi)   | Aomori Yamada High School |
| 13  | TĐ     | Takeru Kishimoto  | 16 tháng 7, 1997 (19 tuổi)  | Cerezo Osaka              |
| 14  | TĐ     | Shunta Nakamura   | 10 tháng 5, 1999 (17 tuổi)  | Kashiwa Reysol U18        |
| 15  | TV     | Ritsu Doan        | 16 tháng 6, 1998 (18 tuổi)  | Gamba Osaka               |
| 16  | HV     | Tomoki Iwata      | 7 tháng 4, 1997 (19 tuổi)   | Oita Trinita              |
| 17  | TV     | Mizuki Ichimaru   | 8 tháng 5, 1997 (19 tuổi)   | Gamba Osaka               |
| 18  | TV     | Keita Endo        | 22 tháng 11, 1997 (18 tuổi) | Cerezo Osaka              |
| 19  | HV     | Kakeru Funaki     | 13 tháng 4, 1998 (18 tuổi)  | Cerezo Osaka              |
| 20  | TĐ     | Yuto Iwasaki      | 11 tháng 6, 1998 (18 tuổi)  | Kyoto Sanga               |
| 21  | TV     | Teruki Hara       | 30 tháng 7, 1998 (18 tuổi)  | Albirex Niigata           |
| 22  | HV     | Ko Itakura        | 27 tháng 1, 1997 (19 tuổi)  | Kawasaki Frontale         |
| 23  | TM     | Tomoya Wakahara   | 28 tháng 12, 1999 (16 tuổi) | Kyoto Sanga U-18          |

### Yemen
Huấn luyện viên:Mohammed AL-Nufiay

### Iran
Huấn luyện viên: Amir Hossein Peiravani
| 0#0 | Vị trí | Cầu thủ               | Ngày sinh và tuổi | Câu lạc bộ        |
| --- | ------ | --------------------- | ----------------- | ----------------- |
| 1   | TM     | Nima Mirzazad         |                   | Malavan           |
| 2   | HV     | Amir Hossein Taheri   |                   | Iran              |
| 3   | HV     | Ali Shojaei           |                   | Saipa             |
| 4   | HV     | Aref Gholami          |                   | Iran              |
| 5   | HV     | Nima Taheri           |                   | Iran              |
| 6   | TV     | Mohammad Soltani Mehr |                   | Saipa             |
| 7   | TV     | Reza Shekari          |                   | Zob Ahan          |
| 8   | TV     | Mohammad Gholamreza   |                   | Iran              |
| 9   | TĐ     | Mehdi Mehdikhani      |                   | Iran              |
| 10  | TĐ     | Reza Karamolachaab    |                   | Persepolis        |
| 11  | TV     | Nima Mokhtari         |                   | Gostaresh Foolad  |
| 12  | TM     | Shahab Adeli          |                   | Iran              |
| 13  | TV     | Omid Noorafkan        |                   | Esteghlal         |
| 14  | TV     | Mojtaba Najjarian     |                   | Foolad            |
| 15  | HV     | Aref Aghasi           |                   | Iran              |
| 16  | TV     | Ali Taheran           |                   | Iran              |
| 17  | TV     | Hossein Saki          |                   | Sanat Naft Abadan |
| 18  | TV     | Mohammad Aghajanpour  |                   | Iran              |
| 19  | TĐ     | Reza Jafari           |                   | Iran              |
| 20  | TV     | Shahin Abbasian       |                   | Iran              |
| 21  | HV     | Sina Khadempour       |                   | Iran              |
| 22  | TM     | Mohammad Amin Bahrami |                   | Iran              |
| 23  | HV     | Abolfazl Razzaghpour  |                   | Iran              |

## Bảng D

### Uzbekistan
Huấn luyện viên: Jasur Abduraimov

| Số | VT | Cầu thủ                | Ngày sinh (tuổi)            | Trận | Bàn | Câu lạc bộ            |
| -- | -- | ---------------------- | --------------------------- | ---- | --- | --------------------- |
| 1  | TM | Umidjan Hamroyev       | 7 tháng 10, 1997 (19 tuổi)  |      |     | FC Pakhtakor Tashkent |
| 2  | HV | Azizbek Suyunov        | 12 tháng 12, 1997 (18 tuổi) |      |     | Almaliq FC            |
| 3  | TV | Hajiakbar Alijanov     | 28 tháng 2, 1997 (19 tuổi)  |      |     | FC Pakhtakor Tashkent |
| 4  | HV | Islamjan Qabilov       | 30 tháng 6, 1997 (19 tuổi)  |      |     | Metallourg Bekabad    |
| 5  | HV | Khoshnoudbek Avilov    | 18 tháng 3, 1999 (17 tuổi)  |      |     | FC Pakhtakor Tashkent |
| 6  | TV | Azizjan Ghaniyev       | 13 tháng 1, 1998 (18 tuổi)  |      |     | FC Nasaf Qarshi       |
| 7  | TV | Sanjar Qadirqulov      | 18 tháng 10, 1997 (19 tuổi) |      |     | FC Bunyodkor Tashkent |
| 8  | TV | Saidjamal Davlatjanov  | 5 tháng 3, 1997 (19 tuổi)   |      |     | FC Dinamo Samarqand   |
| 9  | TĐ | Jasurbek Yakhshibayev  | 23 tháng 8, 1997 (19 tuổi)  |      |     | FC Pakhtakor Tashkent |
| 10 | TV | Sohrab Nurullayev      | 31 tháng 7, 1997 (19 tuổi)  |      |     | R.O.Z.K.              |
| 11 | TĐ | Babur Abdukhaliqov     | 22 tháng 5, 1998 (18 tuổi)  |      |     | FC Nasaf Qarshi       |
| 12 | TM | Umidjan Ergashev       | 27 tháng 5, 1997 (19 tuổi)  |      |     | FC Nasaf Qarshi       |
| 13 | TĐ | Javahir Esanqulov      | 6 tháng 11, 1997 (18 tuổi)  |      |     | Metallourg Bekabad    |
| 14 | TV | Sharaf Muhiddinov      | 20 tháng 2, 1997 (19 tuổi)  |      |     | FC Nasaf Qarshi       |
| 15 | HV | Aybek Rostamov         | 28 tháng 1, 1999 (17 tuổi)  |      |     | FC Kokand-1912        |
| 16 | TV | Jamshed Yusupov        | 29 tháng 3, 1997 (19 tuổi)  |      |     | FC Pakhtakor Tashkent |
| 18 | TV | Shahrukh Mahmudhajiyev | 8 tháng 3, 1998 (18 tuổi)   |      |     | FC Pakhtakor Tashkent |
| 19 | TV | Dastan Ibrahimov       | 8 tháng 8, 1997 (19 tuổi)   |      |     | FC Dinamo Samarqand   |
| 20 | HV | Husniddin Ghafourov    | 23 tháng 8, 1998 (18 tuổi)  |      |     | FC Neftchi Ferghana   |
| 21 | TM | Shahrukhjan Rahimov    | 1 tháng 12, 1998 (17 tuổi)  |      |     | FC Pakhtakor Tashkent |
| 22 | TĐ | Bekzad Ghanijanov      | 24 tháng 8, 1997 (19 tuổi)  |      |     | Qyzylqum FC           |
| 23 | TV | Nourillah Tokhtasinov  | 27 tháng 11, 1997 (18 tuổi) |      |     | FC Bunyodkor Tashkent |

### Trung Quốc
Huấn luyện viên: Li Ming

### Úc
Huấn luyện viên:Ufuk Talay

| Số | VT | Cầu thủ               | Ngày sinh (tuổi)  | Trận | Bàn | Câu lạc bộ               |
| -- | -- | --------------------- | ----------------- | ---- | --- | ------------------------ |
| 1  | TM | Daniel Margush        | 28 tháng 11, 1997 | 4    | 0   | Adelaide United          |
| 12 | TM | Tom Glover            | 24 tháng 12, 1997 | 9    | 0   | Tottenham Hotspur        |
| 18 | TM | Jasko Keranovic       | 2 tháng 3, 1998   | 2    | 0   | West Bromwich Albion     |
|    | TM | Jordan Holmes         | 8 tháng 5, 1997   | 5    | 0   | Bournemouth              |
|    |    |                       |                   |      |     |                          |
| 2  | HV | William Mutch         | 27 tháng 2, 1998  | 11   | 0   | Sydney FC                |
| 4  | HV | Thomas Deng (Captain) | 20 tháng 3, 1997  | 10   | 0   | Jong PSV                 |
| 5  | HV | Jackson Bandiera      | 16 tháng 4, 1998  | 7    | 0   | Western Sydney Wanderers |
| 11 | HV | Connor O'Toole        | 1 tháng 1, 1997   | 7    | 0   | Brisbane Roar            |
| 15 | HV | Patrick Flottmann     | 19 tháng 4, 1997  | 3    | 0   | Sydney FC                |
| 19 | HV | George Timotheou      | 29 tháng 7, 1997  | 7    | 0   | Sydney FC                |
|    |    |                       |                   |      |     |                          |
| 6  | TV | Liam Rose             | 7 tháng 4, 1997   | 15   | 0   | Central Coast Mariners   |
| 10 | TV | Anthony Kalik         | 5 tháng 11, 1997  | 4    | 0   | Hajduk Split             |
| 17 | TV | Tariq Maia            | 11 tháng 6, 1997  | 6    | 1   | Western Sydney Wanderers |
| 20 | TV | Josh Hope             | 7 tháng 1, 1998   | 5    | 0   | Melbourne Victory        |
| 21 | TV | Jake Brimmer          | 3 tháng 4, 1998   | 2    | 0   | Liverpool                |
| 22 | TV | Keanu Baccus          | 7 tháng 6, 1998   | 5    | 1   | Western Sydney Wanderers |
| 23 | TV | Liam Youlley          | 20 tháng 2, 1997  | 16   | 1   | Western Sydney Wanderers |
|    | TV | George Mells          | 23 tháng 5, 1997  | 3    | 1   | Adelaide United          |
|    |    |                       |                   |      |     |                          |
| 3  | TĐ | Lachlan Scott         | 15 tháng 4, 1997  | 7    | 3   | Western Sydney Wanderers |
| 7  | TĐ | Reno Piscopo          | 27 tháng 5, 1998  | 1    | 0   | Internazionale           |
| 8  | TĐ | Mario Shabow          | 5 tháng 5, 1998   | 13   | 5   | Western Sydney Wanderers |
| 9  | TĐ | Jayden Prasad         | 5 tháng 2, 1997   | 5    | 1   | Brisbane Roar            |
| 13 | TĐ | George Blackwood      | 4 tháng 6, 1997   | 16   | 7   | Sydney FC                |
| 14 | TĐ | Joseph Champness      | 27 tháng 4, 1997  | 7    | 2   | Brisbane Roar            |
| 16 | TĐ | Steve Kuzmanovski     | 4 tháng 1, 1997   | 15   | 6   | Melbourne City           |

### Tajikistan
Huấn luyện viên:Vitaliy Levchenko
| 0#0 | Vị trí | Cầu thủ                | Ngày sinh và tuổi | Câu lạc bộ       |
| --- | ------ | ---------------------- | ----------------- | ---------------- |
| 1   | TM     | Ismoilov Shahrom       |                   | Tajikistan       |
| 2   | HV     | Nurmatov Khuseyn       |                   | Tajikistan       |
| 3   | HV     | Tabrezi Davlatmir      |                   | FC Istiklol      |
| 4   | TĐ     | Davlatbekov Munir      |                   | Tajikistan       |
| 5   | TĐ     | Ergashev Dorobjon      |                   | Tajikistan       |
| 6   | HV     | Alisheri Khotam        |                   | Tajikistan       |
| 7   | TV     | Saidov Karomatullo (C) |                   | Tajikistan       |
| 8   | TV     | Ziyoev Hojiboy         |                   | Tajikistan       |
| 9   | TĐ     | Muhammadjoni Hasan     |                   | Khosilot Farkhor |
| 10  | TĐ     | Parpiev Mukhsinzhon    |                   | Tajikistan       |
| 11  | TĐ     | Hamroqulov Nuriddin    |                   | Tajikistan       |
| 12  | TĐ     | Safarov Amirdzhon      |                   | Tajikistan       |
| 13  | TĐ     | Rustam Tolibov         |                   | Tajikistan       |
| 14  | HV     | Hanonov Vahdat         |                   | Tajikistan       |
| 15  | TV     | Zoir Jurabaev          |                   | Tajikistan       |
| 16  | TM     | Boboev Fathullp        |                   | Tajikistan       |
| 17  | TV     | Ehsoni Panshanbe       |                   | Tajikistan       |
| 18  | TV     | Yodgorov Daler         |                   | Tajikistan       |
| 19  | HV     | Rakhmonov Azimchon     |                   | Tajikistan       |
| 20  | HV     | Fuzaylov Ziyovuddin    |                   | Tajikistan       |
| 21  | TĐ     | Boboev Sheriddin       |                   | Tajikistan       |
| 22  | TV     | Karimov Otabek         |                   | Tajikistan       |
| 23  | TM     | Behruz Khayriev        |                   | Tajikistan       |